# Leo Hansens Islandsfilm
|  | Denne artikel er oprettet af botten Steenthbot ud fra en ekstern database. Den kan derfor have sproglige fejl eller mangler. Denne skabelon kan fjernes efter kontrol af indholdet. |

 Ikke at forveksle med Leo Hansens Islandsfærd.
Leo Hansens Islandsfilm er en dansk dokumentarfilm fra 1929 instrueret af Leo Hansen.

## Handling
Optagelser fra Island, formentlig fra 1929. Filmen starter med 'Del II' (Del I mangler):
Del II: En gammel bondegård. En moderne bondegård - Korpulfsstadir gården. Moderne landbrug demonstreres med brugen af diverse maskiner, men høet bundtes stadig ved håndkraft og transporteres hjem på hesteryg. De berømte svovlkilder ved Krisuvik. Jøkelelve kan kun passeres ved hjælp af den islandske hest. Eyerfjældsjøklen. I Torsmark findes frodige dale - rejsen foregår til hest med telte og proviant. 10 % af Island er dækket af lava. Broen over Gljutjará. Kirken i  Vidimyri er den ældste i Island.
Del III: Der findes et stort antal broer i Island. Godafoss i Nordlandet. Sildefiskeri er en af Islands vigtigste indtægtskilder og beskæftiger mange mennesker. "Ran" går i havn med sildefangsten, som bearbejdes på land af kvinder, unge og gamle. Sildene saltes og kommes i tønder. "GK9 Sæbjörg" ligger i havnen. Sildeoliefabrik. Typisk gammel bondegård på Nordlandet og mægtige basaltklipper i det indre af Nordlandet. Islands smukkeste indsø Myvatn. Elven, der danner Islands største vandfald, Dettifoss. Isafjord. Klipfisketørring.
Del IV: Fra Vestmannaøerne drives et stort torskefiskeri. Herfra eksporteres klipfisk, som tørres i solen på stenene. Piger vender og stabler klipfiskene. På Vestmannaøerne drives også en del fuglefangst. Vi ser lomvier, unge stormmåger, søpapegøjer (som fanges i flugt i et net på en lang stang - fleygastong). Den store Langjøkel er en mægtig gletsjer, der kælver i søen "Hvitávatn". Drivis under jøkelranden. Vandfald og smeltevand. Forlader man landevejen bliver automobilkørsel et vanskeligt foretagene. Men binder man en skindkappe over køleren, kan bilen køre over selv ret dybe elve. Den store Geysir. Islands smukkeste vandfald Gullfoss er dannet af Hvitá.